# Gaturamo-de-barriga-branca
Eufónia-de-crisso-branco ou gaturamo-de-barriga-branca (Euphonia minuta) é uma espécie de ave da família Fringillidae.
Pode ser encontrada nos seguintes países: Belize, Bolívia, Brasil, Colômbia, Costa Rica, Equador, Guiana Francesa, Guatemala, Guiana, Honduras, México, Nicarágua, Panamá, Peru, Suriname e Venezuela.
Os seus habitats naturais são: florestas subtropicais ou tropicais húmidas de baixa altitude e florestas secundárias altamente degradadas.